# Ulica Warszawska w Kaliszu
Ulica Warszawska – jedna z ważniejszych i ruchliwszych ulic Kalisza mająca około 2,2 km długości. Jest fragmentem drogi krajowej nr 12 i drogi wojewódzkiej nr 470. Przebiega przez trzy dzielnice miasta: Śródmieście, Tyniec i Chmielnik.

## Przebieg
Ulica Warszawska zaczyna się na skrzyżowaniu z ulicą Stawiszyńską, ulicą 3 Maja oraz placem Jana Kilińskiego. Od mostu Warszawskiego idzie na granicy Tyńca i Chmielnika. Krzyżuje się z ważnymi arteriami miasta: ulicą Łódzką i aleją Władysława Sikorskiego. W miejscach tych duży ruch drogowy wymagał zamontowania sygnalizacji świetlnej. Ulica kończy się na granicy miasta. Dalej trasa idzie na Turek i autostradę A2.
W przyszłości wraz z budową czwartego odcinka Trasy Stanczukowskiego skrzyżowanie z aleją Sikorskiego przebudowane będzie na rondo.

## Obiekty
Zabudowę przy ulicy Warszawskiej stanowią w większości domy mieszkalne. Są jednak również inne obiekty, głównie firmy. Oto najważniejsze z nich:
- Przedszkole Publiczne nr 3, nr. 8
- Tontor, nr. 10
- Poczta Polska, urząd pocztowy nr 1 – filia, nr. 39
- Specjalistyczna Przychodnia Małych Zwierząt, nr. 63
- Komenda Wojewódzka Państwowej Straży Rybackiej w Poznaniu - posterunek, nr. 63A
- Powiatowy Inspektorat Weterynarii, nr. 63A
- Wojewódzki Inspektorat Ochrony Roślin i Nasiennictwa w Poznaniu - delegatura, nr. 63A
- Towarzystwo Pomocy św. Brata Alberta, nr. 93A
- schronisko dla zwierząt, nr. 95

## Komunikacja
Ulicą Warszawską kursuje sześć linii autobusowych Kaliskich Linii Autobusowych, lecz tylko jedna z nich jeździ na jej większej długości:
- 1 (Wyszyńskiego – Winiary Osiedle)
- 1A (Wyszyńskiego – Opatówek)
- 1B (Wyszyńskiego – Opatówek)
- 6 (Pólko – Elektryczna Pratt & Whitney)
- S1 (Wyszyńskiego – Winiary Osiedle)
- S2 (Kampus PWSZ – Winiary Osiedle)

Znajduje się tutaj osiem przystanków. Na wszystkich zatrzymuje się jedynie linia nr 6, dla linii 1, 1A, 1B, S1 i S2 najbliższe przystanki znajdują się na ulicy Łódzkiej.